# دریاچه زاخر
دریاچه زاخر (به عربی: بحیرة زاخر) یک مخزن سد در امارات متحده عربی است که در العین واقع شده‌است.